# Rod Seiling
Rodney Albert „Rod“ Seiling (* 14. November 1944 in Kitchener, Ontario) ist ein ehemaliger kanadischer Eishockeyspieler. Der Verteidiger bestritt zwischen 1963 und 1979 über 1000 Spiele in der National Hockey League, den Großteil davon für die New York Rangers. Zudem vertrat er die kanadische Nationalmannschaft bei den Olympischen Winterspielen 1964 und bei der Summit Series 1972.

## Karriere

### Anfänge
Der Beginn von Seilings Laufbahn gestaltete sich wechselvoll, so begann er seine Juniorenkarriere bei den Toronto St. Michael’s Majors in der Ontario Hockey Association (OHA), der höchsten Nachwuchsspielklasse seiner Heimatprovinz. In der Saison 1962/63 gelang ihm der Sprung in den Profibereich, wobei er allerdings in drei unterschiedlichen Ligen zu wenigen Einsätzen kam: für die Sudbury Wolves in der Eastern Professional Hockey League (EPHL), für die Rochester Americans in der American Hockey League (AHL) sowie auch für die Toronto Maple Leafs in der National Hockey League (NHL). Den Großteil der Spielzeit verbrachte der Verteidiger unterdessen bei den Toronto Neil McNeil Maroons in der Metro Junior A Hockey League (Metro Jr. A), einer niederrangigen Juniorenliga. Aus der Metro Jr. A wechselte er zur nächsten Saison zurück in die OHA zu den Toronto Marlboros, bei denen er 67 Scorerpunkte in 41 Spielen erzielte, daher ins OHA Second All-Star Team berufen wurde und mit dem Team den Memorial Cup gewann. Seine NHL-Rechte wurden währenddessen im Februar 1964 samt Dick Duff, Bob Nevin, Arnie Brown und Bill Collins zu den New York Rangers transferiert, die dafür Andy Bathgate und Don McKenney nach Toronto schickten.

### New York Rangers
Im Trikot der Broadway Blueshirts etablierte sich Seiling in der Folge in der NHL und war fast zehn Jahre für das Team aktiv. Nach der Saison 1966/67, die er hauptsächlich bei den Baltimore Clippers in der AHL verbracht hatte, wurde er zwar im NHL Expansion Draft 1967 von den St. Louis Blues ausgewählt, allerdings transferierte ihn das neu gegründete Franchise prompt nach New York zurück. Im Gegenzug erhielten die Blues Gary Sabourin, Bob Plager, Gordon Kannegiesser und Tim Ecclestone. Dies ermöglichte es ihm, die Rangers nach einer deutlich gesteigerten Offensivstatistik in der Saison 1971/72 beim NHL All-Star Game 1972 zu vertreten. Der größte Erfolg dieser Zeit folgte nur wenig später, als das Team das Stanley-Cup-Finale 1972 erreichte, dort allerdings mit 2:4 den Boston Bruins unterlag. Schließlich wurde der Abwehrspieler im Oktober 1974 vom Waiver von den Washington Capitals verpflichtet, sodass seine Zeit in New York ein Ende fand. Zu diesem Zeitpunkt hatte er 644 Spiele in der regulären Saison für die Rangers absolviert, womit er zu den zehn Spielern mit den meisten Einsätzen in der Franchise-Geschichte zählte.

### Stete Wechsel und Karriereende
Für die Washington Capitals stand Seiling in einer NHL-Partie auf dem Eis, bevor er nur wenige Tage später im Tausch für Tim Ecclestone und Willie Brossart zu den Toronto Maple Leafs zurückkehrte. Diese verlängerten seinen auslaufenden Vertrag nach der Spielzeit 1975/76 nicht, sodass er sich als Free Agent den St. Louis Blues anschloss, für die er in der Folge etwas mehr als zwei Jahre aktiv war. Von den Blues verpflichteten ihn im November 1978 die Atlanta Flames für eine finanzielle Gegenleistung, bei denen er die Saison 1978/79 beendete und anschließend sein Karriereende verkündete. Insgesamt hatte Seiling 1056 NHL-Spiele absolviert und dabei 343 Scorerpunkte erzielt.
Nach seiner aktiven Laufbahn war der Kanadier kurzzeitig als Trainer der Kitchener Rangers aktiv, verfolgte diese Karriere allerdings nicht weiter. Zudem war er als Funktionär im Motorsportbereich tätig.

### International
Auf internationaler Ebene vertrat Seiling die kanadische Nationalmannschaft bei den Olympischen Winterspielen 1964 in Innsbruck, wobei das Team den vierten Platz belegte. Acht Jahre später vertrat er sein Heimatland im Rahmen der Summit Series 1972, bei der der Abwehrspieler jedoch nur drei von acht Partien gegen die sowjetische Nationalmannschaft bestritt.

## Erfolge und Auszeichnungen
- 1964 OHA Second All-Star Team
- 1964 Memorial-Cup-Gewinn mit den Toronto Marlboros
- 1972 NHL All-Star Game

## Karrierestatistik

### International
Vertrat Kanada bei:
- Olympischen Winterspielen 1964
- Summit Series 1972

(Legende zur Spielerstatistik: Sp oder GP = absolvierte Spiele; T oder G = erzielte Tore; V oder A = erzielte Assists; Pkt oder Pts = erzielte Scorerpunkte; SM oder PIM = erhaltene Strafminuten; +/− = Plus/Minus-Bilanz; PP = erzielte Überzahltore; SH = erzielte Unterzahltore; GW = erzielte Siegtore; 1 Play-downs/Relegation; Kursiv: Statistik nicht vollständig)

## Persönliches
Rod Seiling ist der älteste von drei Brüdern, die allesamt professionelle Eishockeyspieler waren. Bekannt ist vor allem Ric Seiling, der über 800 Spiele für die Buffalo Sabres und die Detroit Red Wings absolvierte. Don Seiling gelang der Sprung in die NHL nicht, so lief er Mitte der 1970er Jahre für drei Saisons in der AHL auf.